# Rally de Invierno
El Rally de Invierno, también conocido como Rally d'Hivern - Vila de Sitges o simplemente Rally d'Hivern en sus últimas ediciones, fue una prueba de rally que se disputó anualmente en la provincia de Barcelona desde 1960 y organizado por la Peña Motorista Diez por Hora. Fue puntuable para el Campeonato de Cataluña de rally en todas sus ediciones y para el Campeonato de España de Rally en tres ocasiones: 1966, 1967 y 1968. En sus primeros años se celebraba en el mes de enero o febrero pero a partir de 1969 se disputó en el mes de diciembre y como cierre de temporada del regional catalán. La salida solía darse en la ciudad de Barcelona y visitaba localidades cercanas como Sitges, Martorell, Viladecans o Cornellá, entre otras.
En este rally participaron muchos pilotos habituales del panorama regional y nacional como José María Juncadella, Manuel Juncosa, Juan Fernández, Salvador Servià, Claudio Caba, Jaume Pons, Jordi Ventura, entre otros.

## Historia
En las primeras ediciones competían automóviles y motocicletas con clasificaciones separadas aunque luego se limitó a automóviles. Las motos competían en tres categorías: hasta 75 cc; hasta 100 cc y scooters; más de 100 cc e incluso algunos años se premió a participantes con sidecares. En la categoría de automóviles se distinguían turismos de serie y gran turismo.
La cuarta edición programada inicialmente para el mes de enero tuvo que ser aplazada para el 17 de febrero debido a la presencia de nieve en el recorrido.
En 1983 la que sería la vigésimo tercera edición fue anulada y posteriormente no se volvería a celebrar hasta 1988.
En los años 1990 Jordi Ventura dominó la prueba durante cuatro ediciones consecutivas, primero con un Ford Sierra RS Cosworth y luego con un Lancia Delta HF Integrale. 
En 1993 el piloto Mariano Gatet falleció tras sufrir un accidente al volante de su Renault 5 GT Turbo. El copiloto sufrió lesiones y la organización suspendió la entrega de premios.

## Palmarés
| Año                             | Edición                            | Piloto                | Copiloto               | Vehículo                    | Series |
| ------------------------------- | ---------------------------------- | --------------------- | ---------------------- | --------------------------- | ------ |
| 1960                            | 1.º Rally Invierno                 | Luis Iglesias Giró    | Luis Iglesias Giró     | Ossa 50                     |        |
| 1961                            | 2.º Rallye de Invierno             | Ramiro Taboada        | Ramiro Taboada         | Motobic (<75 cc)            |        |
| 1961                            | 2.º Rallye de Invierno             | José Sánchez          | José Sánchez           | Guzzi Hispania (<100 cc)    |        |
| 1961                            | 2.º Rallye de Invierno             | Oriol Regás           | Oriol Regás            | Montesa (>100 cc)           |        |
| 1962                            | 3.º Rallye de Invierno             | Ignacio Baixeras      | Ignacio Baixeras       | Renault Dauphine (turismos) |        |
| 1962                            | 3.º Rallye de Invierno             | José Giralt           | José Giralt            | Lube (<75 cc)               |        |
| 1962                            | 3.º Rallye de Invierno             | Rafael León           | Rafael León            | Guzzi (<100 cc)             |        |
| 1962                            | 3.º Rallye de Invierno             | José Sánchez          | José Sánchez           | Bultaco (>100 cc)           |        |
| 1963                            | 4.º Rally de Invierno              | José María Juncadella | José María Juncadella  | Austin-Cooper (turismos)    |        |
| 1963                            | 4.º Rally de Invierno              | José Giralt           | José Giralt            | Mobylette (<75 cc)          |        |
| 1963                            | 4.º Rally de Invierno              | José M.ª Ribas        | José M.ª Ribas         | Lambretta (<100 cc)         |        |
| 1963                            | 4.º Rally de Invierno              | Ramón Calmet          | Ramón Calmet           | Montesa (>100 cc)           |        |
| 1964                            | 5.º Rallye de Invierno             | Ernesto Millet «Foca» | Ernesto Millet «Foca»  | Fiat Abarth (turismos)      |        |
| 1964                            | 5.º Rallye de Invierno             | Oriol Regás           | Oriol Regás            | Montesa (>125 cc)           |        |
| 1964                            | 5.º Rallye de Invierno             | Rafael León           | Rafael León            | Guzzi (<125 cc)             |        |
| 1966                            | 6.º Rally de Invierno              | Bandera de ?          | Bandera de ?           |                             | España |
| 1967                            | 7.º Rally de Invierno              | Juan Fernández        | Juan Fernández         | Porsche 911 (turismos)      | España |
| 1967                            | 7.º Rally de Invierno              | José M.ª Alguersuari  | José M.ª Alguersuari   | Lambretta (scooter <150 cc) | España |
| 1967                            | 7.º Rally de Invierno              | C. Giró               | C. Giró                | Ossa (>150 cc)              | España |
| 1968                            | 8.º Rallye de Invierno             | Manuel Juncosa        | Jorge Chi              | Fiat Abarth 1000 TC         | España |
| 1969                            | 9.º Rallye de Invierno             | Canela                | Merino                 | SEAT 600                    |        |
| 1970                            | 10.º Rallye de Invierno            | Víctor Palomo         | Rafael Tarradas-Gorsas | SEAT 1430-1550              |        |
| 1971                            | 11.º Rallye de Invierno            | Manuel Juncosa        | José Adell             | SEAT 1430                   |        |
| 1972                            | 12.º Rally de Invierno             | Manuel Juncosa        | Víctor Sabater         | SEAT 1430-1800              |        |
| 1973                            | 13.º Rally de Invierno             | Salvador Servià       | Sabater                | SEAT 1430-1600              |        |
| 1974                            | 14.º Rally de Invierno             | Jorge Cid             | Joan Lencina           | SEAT 1430-1600              |        |
| 1975                            | 15.º Rally de Invierno             | Pere Bonet            | Raymond Blancafort     | SEAT 1430-1800              |        |
| 1976                            | 16.º Rally de Invierno             | Jorge Cid             | F. Cobo                | Simca Rallye                |        |
| 1977                            | 17.º Rally de Invierno             | Claudio Caba          | Joan Aymami            | Porsche Carrera             |        |
| 1978                            | 18.º Rally de Invierno             | Claudio Caba          | Joan Aymami            | Porsche Carrera             |        |
| 1979                            | 19.º Rally de Invierno             | Jaume Pons            | Francesc Grané         | SEAT 124-2100               |        |
| 1980                            | 20.º Rallye d'Hivern               | Isidro Oliveras       | Manuel Vidal           | Lancia Stratos HF           |        |
| 1981                            | 21.º Rally d'Hivern                | Eduardo Balcázar      | Josep Martín           | Opel Ascona                 |        |
| 1982                            | 22.º Rally d'Hivern                | Antonio Riberaygüa    | Pere Canturri          | Porsche 911 Carrera RS      |        |
| 1983                            | Rally d'Hivern                     | Anulado               | Anulado                | Anulado                     |        |
| Entre 1983 y 1987 no se celebró |                                    |                       |                        |                             |        |
| 1988                            | 25.º Rally d'Hivern                | Salvador Bohigas      | I. Segarra             | Lancia Delta HF 4WD         |        |
| 1989                            | 26.º Rally Hivern-Sitges           | Josep Alsina          | Josep Ferrer           | Renault 5 GT Turbo          |        |
| 1990                            | 27.º Rally Hivern-Sitges           | Jordi Ventura         | Joan Sureda            | Ford Sierra RS Cosworth     |        |
| 1991                            | 28.º Rally d'Hivern                | Jordi Ventura         | Joan Sureda            | Ford Sierra RS Cosworth     |        |
| 1992                            | 29.º Rally Hivern-Vila de Sitges   | Jordi Ventura         | Joan Sureda            | Lancia Delta HF Integrale   |        |
| 1993                            | 30.º Rally d'Hivern-Vila de Sitges | Jordi Ventura         | Joan Sureda            | Lancia Delta HF Integrale   |        |